# Raphidiidae
De Raphidiidae zijn een familie van gevleugelde insecten die tot de orde kameelhalsvliegen (Raphidioptera) behoort. In Nederland en België komen vijf soorten uit verschillende geslachten uit deze familie kameelhalsvliegen voor.

## Kenmerken
Deze gevleugelde insecten hebben een donker lichaam met een kenmerkende, lange hals. De aan de voorkant verbrede, eivormige  kop bevat vrij grote kaken met allerlei tandjes en loopt naar achteren in een punt uit. De vleugels, die zelden worden gebruikt, worden in rust altijd boven de kop gevouwen als een dakje. Vrouwtjes bezitten een grote legboor en zijn iets groter dan mannetjes. De lichaamslengte varieert van 0,6 tot 2,8 cm.

## Verschillen
De Raphidiidae zijn de grootste van de twee families van kameelhalsvliegen en tellen ongeveer 190 soorten. De andere familie, de Inocelliidae, telt ongeveer 30 soorten.
De twee families verschillen in de bouw van de kop, de soorten uit de familie Inocelliidae hebben geen ocelli op de bovenzijde van de kop terwijl deze bij soorten uit de familie Raphidiidae wel aanwezig zijn.

## Leefwijze
Het voedsel van deze insecten bestaat in hoofdzaak uit keverlarven en andere zachte insecten. Die verscheuren ze met hun scherpe tandjes. Ze eten enkel vlees en geen planten.

## Voortplanting en ontwikkeling
De eieren worden afgezet in boombast. De uitgekomen larven hebben een langwerpig lichaam en leven onder losse boomschors en bladstrooisel. De nimfen eten hetzelfde voedsel als de imagines. Ze hebben koude nodig om te verpoppen. Bij hoge temperaturen kunnen de larven niet ontpoppen en dus niet uitgroeien tot volwassen dieren.

## Verspreiding en leefgebied
Deze familie komt hoofdzakelijk voor op het noordelijk halfrond rond vegetatie.

## Geslachten
De familie van de Raphidiidae omvat de volgende geslachten:
- Africoraphidia
- Agulla
- Alena
- Atlantoraphidia
- Calabroraphidia
- Dichrostigma
- Harraphidia
- Hispanoraphidia
- Iranoraphidia
- Italoraphidia
- Mauroraphidia
- Mongoloraphidia
- Ohmella
- Ornatoraphidia
- Parvoraphidia
- Phaeostigma
- Puncha
- Raphidia
- Subilla
- Tadshikoraphidia
- Tauroraphidia
- Tjederiraphidia
- Turcoraphidia
- Ulrike
- Venustoraphidia
- Xanthostigma